# Arie Bieshaar
Adrianus ("Arie") Gerardus Bieshaar (Amsterdam, 15 maart 1899 – Haarlem, 21 januari 1965) was een Nederlands voetballer die als middenvelder speelde.
Tot 1917 voetbalde Bieshaar voor V.R.A. Toen de voetbalafdeling van deze club werd opgeheven werd hij lid van HFC Haarlem. Hij debuteerde op 25 november 1917 tegen Ajax en speelde zijn laatste wedstrijd tegen Sparta op 25 februari 1934. Bieshaar speelde 285 wedstrijden voor HFC Haarlem en maakte hierin 119 doelpunten. Hij speelde tussen 1920 en 1923 vier wedstrijden voor het Nederlands voetbalelftal en hij nam deel aan de Olympische Zomerspelen in 1920 waar Nederland een bronzen medaille won.
Zijn oudere broer Joop speelde tussen 1917 en 1921 ook als voetballer voor Ajax.